# 유리 (성양왕)
성양왕 유리(城陽王 劉俚, ? ~ ?)는 중국 전한의 황족 · 제후왕으로, 마지막 성양왕이다. 성양효왕 유경의 아들로, 한서 제후왕표에서는 성양애왕 유운의 아우라 하고 고오왕전에서는 성양애왕의 형이라 한다.
성양애왕 1년(기원전 19년)에 성양애왕이 아들 없이 죽어 봉국이 폐지되자, 영시 원년(기원전 16년)에 전한 성제에게서 성양나라를 다시 받아 왕으로 세워졌다. 성양왕 이 25년(9년), 왕망이 전한을 멸하고 신나라를 세우면서 공작으로 작위가 깎였고, 이듬해 봉국이 폐지되면서 작위를 잃었다.